# Schönberg-Lachtal
Schönberg-Lachtal war bis Ende 2014 eine Gemeinde mit 421 Einwohnern (Stand: 1. Jänner 2021) im Gerichtsbezirk bzw. Bezirk Murau in der Steiermark. Seit 1. Jänner 2015 ist sie im Rahmen der steiermärkischen Gemeindestrukturreform mit den Gemeinden Oberwölz Umgebung, Oberwölz Stadt und Winklern bei Oberwölz zusammengeschlossen, die neue Gemeinde führt den Namen „Oberwölz“.

## Geografie

### Geografische Lage
Schönberg liegt etwa 16 km nordöstlich von Murau in den Wölzer Tauern. Der Ort Schönberg liegt auf 1038 m, höchster Punkt des Gemeindegebietes ist der Hohe Zinken (2222 m), an der Grenze zur Gemeinde Pusterwald. Der tiefste Punkt der Gemeinde liegt auf etwa 780 m im Wölzer Tal. Im Norden des Gemeindegebietes liegt das Hochtal des Lachtales mit Lachtal als bekanntem Wintersportort.
Der südwestliche Teil des Gemeindegebietes (vom Gellsee westwärts) wird vom Schönbergbach über den Wölzerbach in die Mur entwässert, den nordöstlichen Teil der Gemeinde entwässert der Lachtalbach, der über Gföllbach, Blahbach und Pölsbach ebenfalls in die Mur mündet.

### Gemeindegliederung
Einzige Katastralgemeinde der Gemeinde Schönberg-Lachtal war Schönberg, einzige Ortschaft Schönberg-Lachtal.

### Nachbargemeinden der ehemaligen Gemeinde
Von Norden, im Uhrzeigersinn:
- Pusterwald (Bezirk Murtal)
- Oberzeiring (Bezirk Murtal)
- Unzmarkt-Frauenburg (Bezirk Murtal)
- Scheifling (Bezirk Murau)
- Oberwölz Umgebung (Bezirk Murau)

## Geschichte
Die Gemeinde Schönberg entstand 1927 als Abtrennung von der Gemeinde Oberwölz-Umgebung.

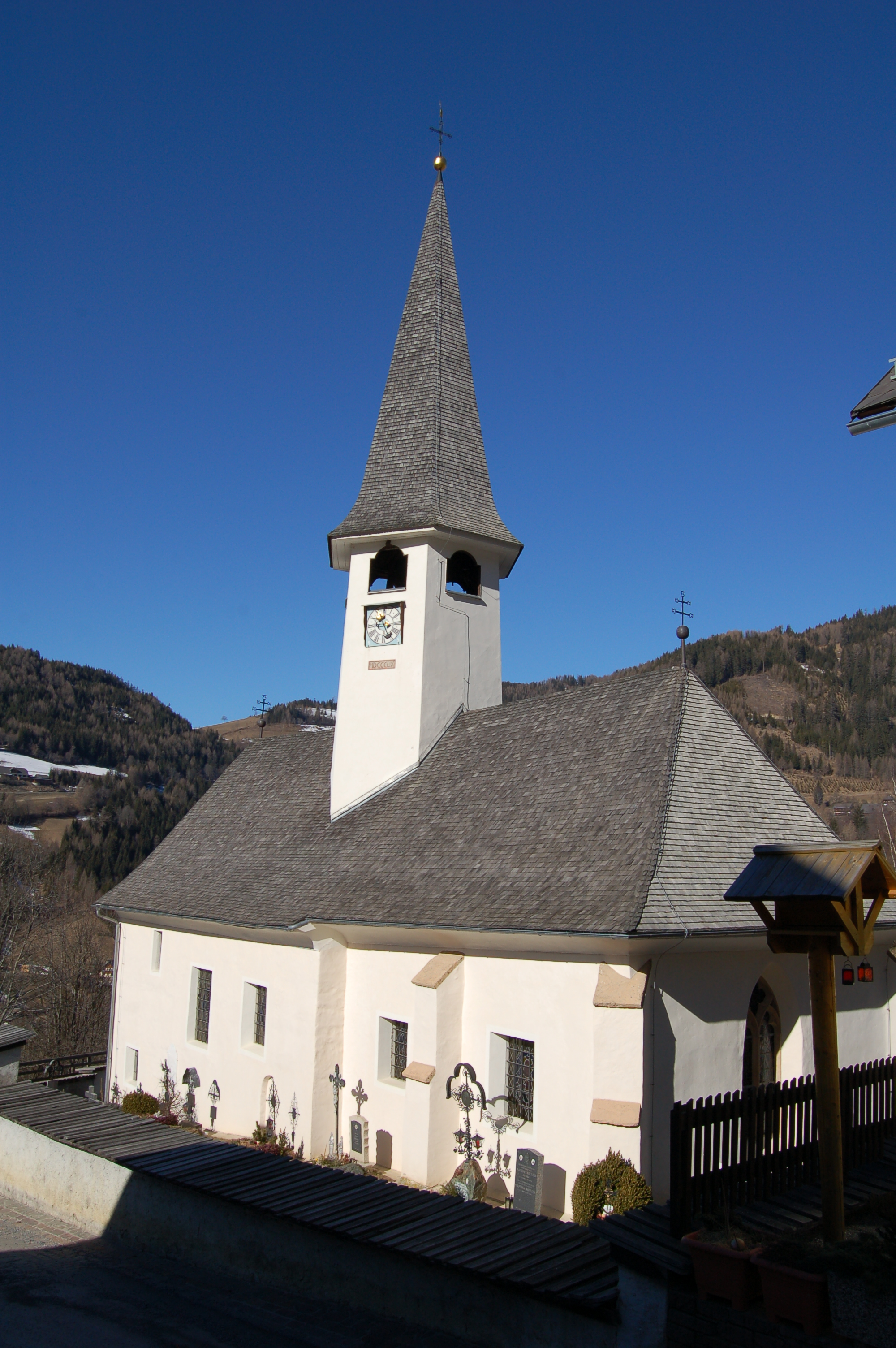
Pfarrkirche St. Ulrich

## Kultur und Sehenswürdigkeiten

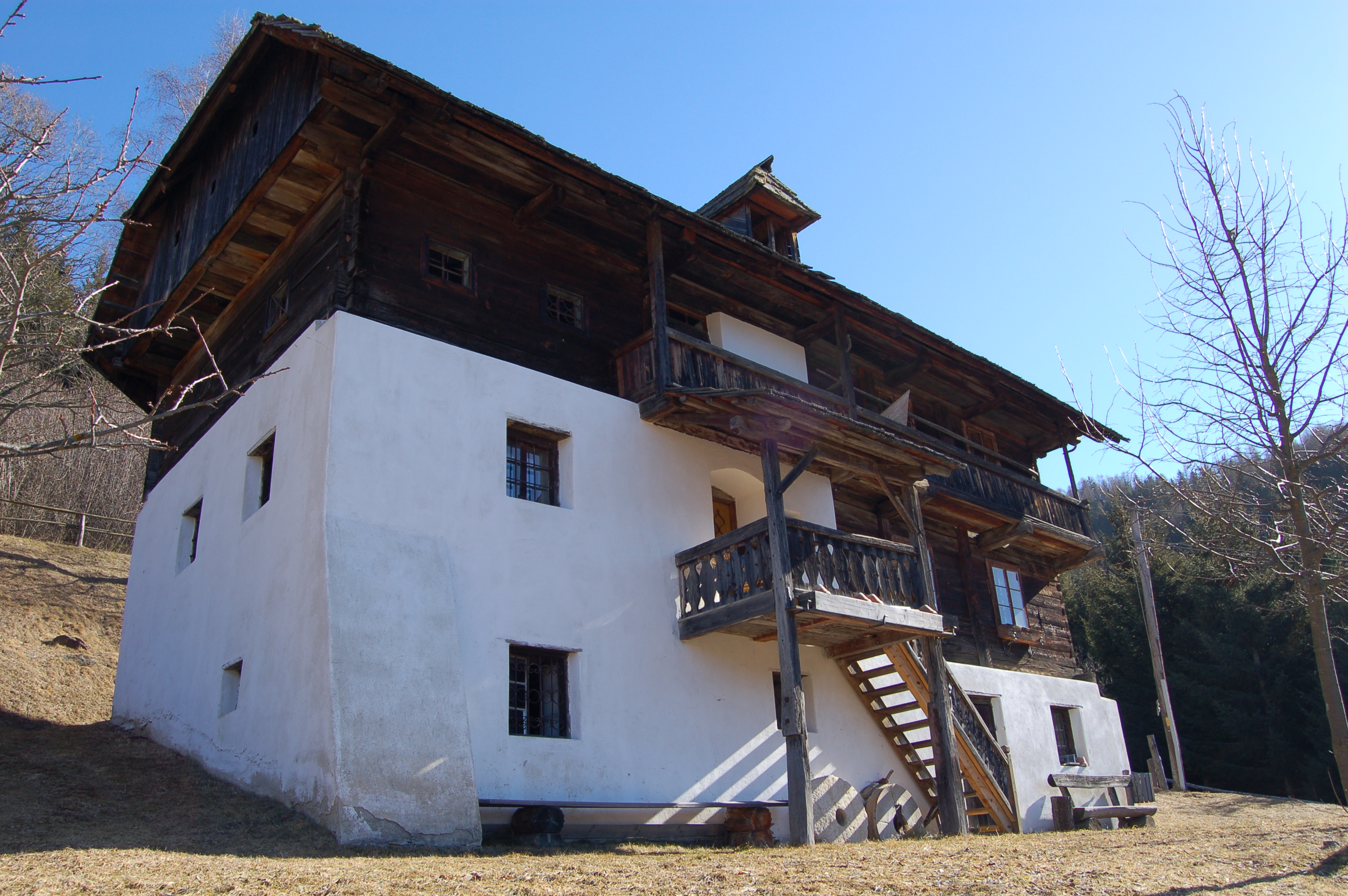
Stockerhaus, ein Bauernhof aus dem 17. Jahrhundert, heute Heimatmuseum
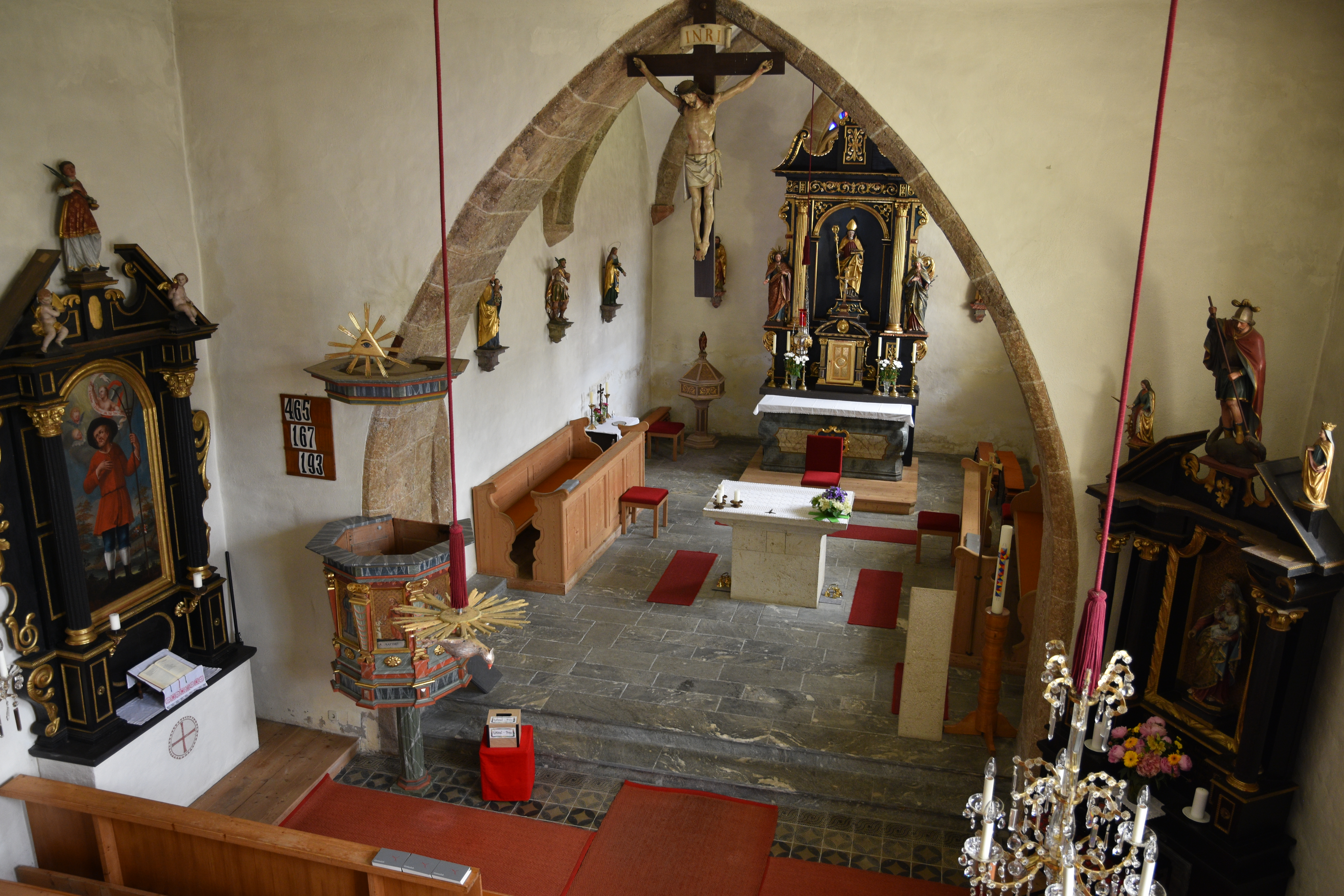
Innenansicht Pfarrkirche St. Ulrich
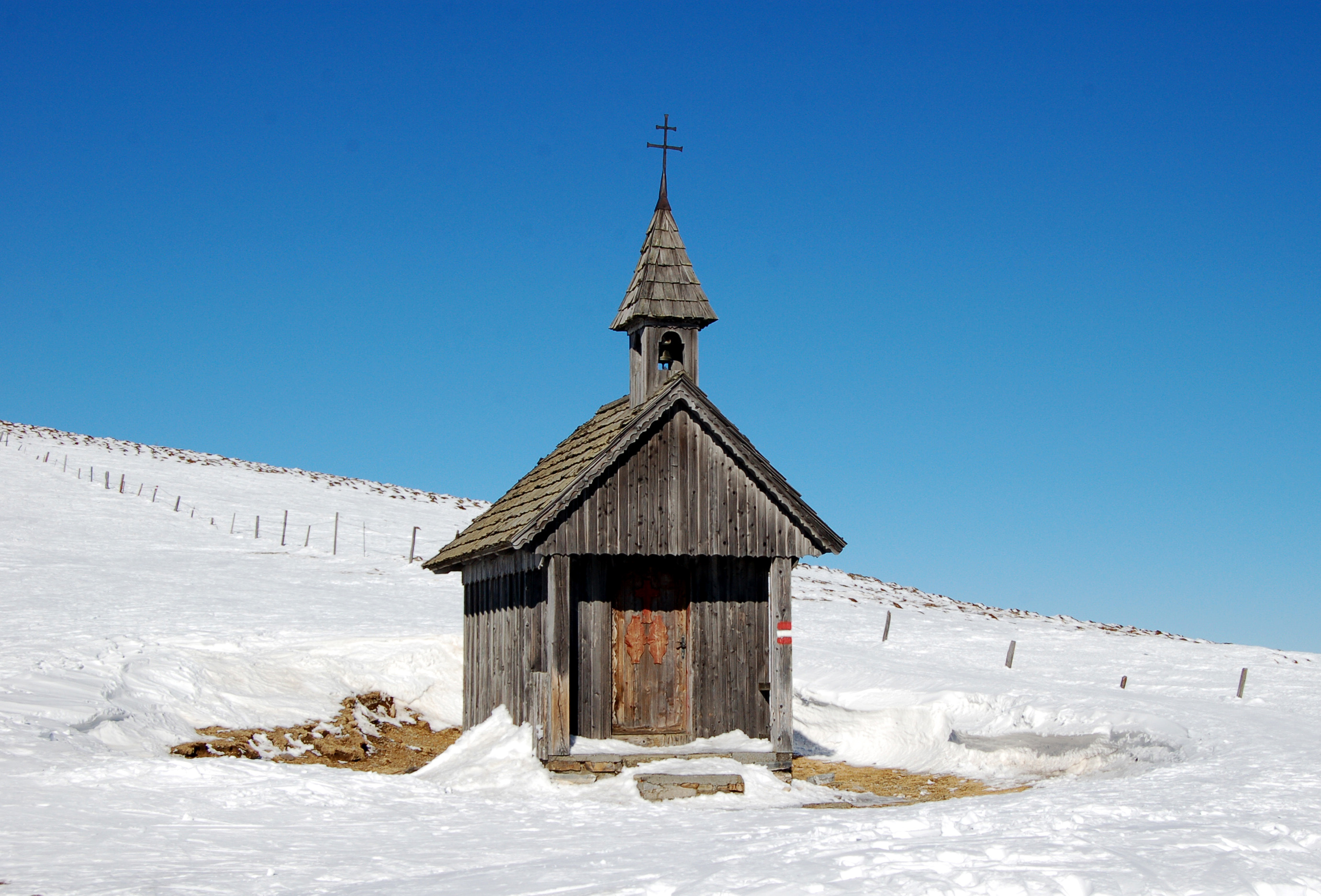
Tanzstattkapelle

- Katholische Pfarrkirche Schönberg-Lachtal hl. Ulrich
- Glischkerhof: Der Arkadenhof aus dem 16. Jahrhundert befindet sich im Gemeindeteil Vorderschönberg.

## Sport
In der ehemaligen Gemeinde liegt das Skigebiet Lachtal mit einem umfangreichen Angebot. Rings in den nur im Winter bewohnten Ort Lachtal befinden sich noch mehrere kleinere Siedlungen wie der Monarchiapark und andere Hüttensiedlungen.

## Wirtschaft und Infrastruktur
Laut Arbeitsstättenzählung 2001 gab es 22 Arbeitsstätten mit 53 Beschäftigten in der damaligen Gemeinde sowie 137 Auspendler und 18 Einpendler. Es gab 61 land- und forstwirtschaftliche Betriebe (davon 43 im Haupterwerb), die zusammen 3.091 ha bewirtschafteten (Stand 1999).

## Politik

### Gemeinderat
Der Gemeinderat bestand aus neun Mitgliedern und setzte sich seit der Gemeinderatswahl 2010 zur Gänze aus Mandataren der ÖVP zusammen.

### Bürgermeister
Letzter Bürgermeister war Johann Schmidhofer (ÖVP).

### Wappen
Die Verleihung des Gemeindewappens erfolgte mit Wirkung vom 1. August 1983.

Blasonierung (Wappenbeschreibung):
„In Blau wachsend eine silberne Säule mit Blattkapitell und seitlichen Bogenansätzen, über dem Kämpfer belegt mit drei strahlenförmig auseinanderstrebenden blauen Lanzenspitzen.“

## Persönlichkeiten

### Ehrenbürger der Gemeinde
- Heinz Rieger († 2021)[5]

### Söhne und Töchter der Gemeinde
- Nicole Schmidhofer (* 1989), Skirennläuferin